# 土気城

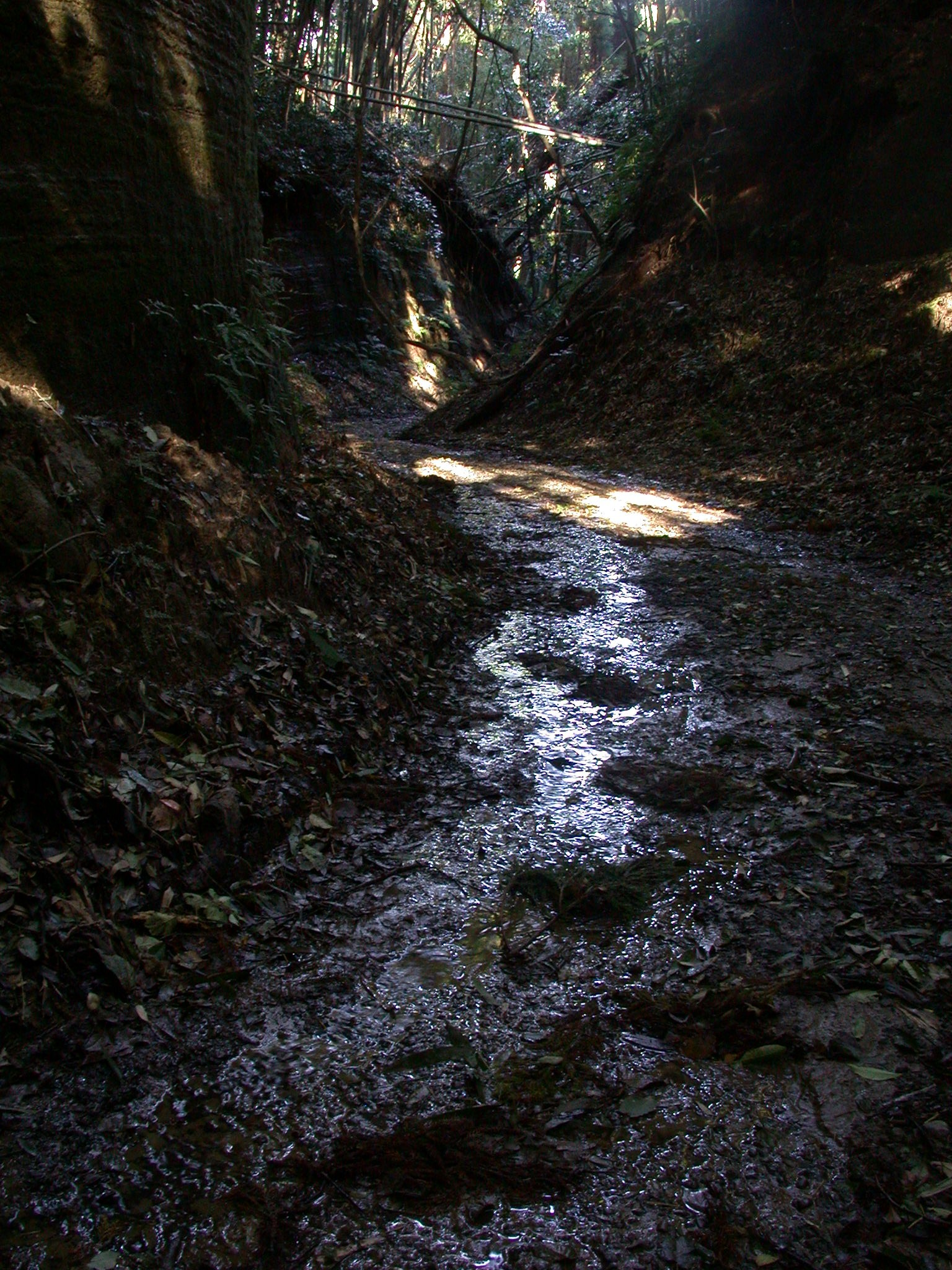
クラン坂

土気城（とけじょう）は、千葉県千葉市緑区土気町にあった日本の城。

## 概要
土気城は神亀年間（724年-729年）に大野東人によって築かれたと伝わるが、後に千葉氏の勢力下に入り長らく千葉氏の武将が拠った。後に中野城主の酒井定隆が攻め、その後150年間酒井氏が本拠とした。

## 歴史・沿革
神亀年間（724年-729年）に大野東人によって築かれた貴船城が起源とされ、中世土気城の大手口にも貴船神社が祭られていた。
室町時代、土気荘の地頭職を得た千葉氏の勢力圏となり、室町時代には千葉氏の流れを汲む土気氏が当地の地頭職を得て土気城に拠った。
室町時代後期には一時大関城主の畠山重康の勢力下となったが、1487年（長享元年）に原氏と組んだ中野城主酒井定隆に追われ、翌1488年（長享2年）に酒井氏が移り、以降酒井氏が滅びるまでの100年強同氏の一族が拠った。後定隆は三男隆敏と共に土気から東金に移り、隆敏は東金酒井氏の祖となった。
1564年（永禄7年）、第二次国府台合戦で土気酒井氏は里見氏に組し、里見氏の敗退後北条氏に組した東金酒井氏を含む北条勢に攻められた。この際、搦め手のクラン坂方面から北条勢が攻め寄せたとされるが、酒井胤治が良く守りこれを撃退した。
その後、土気酒井氏も北条氏に降り、1590年（天正18年）の小田原征伐では酒井氏は北条方として小田原城に篭城した。この役で北条氏が滅ぶと、酒井氏も運命を共にし、土気城も豊臣方に接収され廃城となった。

## 構造
土気城は東に向けて突き出した舌状台地上に占地し、台地上に切れ込んだ谷と空堀を利用して台地上を遮断し、城域は三角形状を有する。
城域内は本丸・二の丸・三の丸及び出丸に区分されており、それぞれを空堀が遮断するが、特に二の丸と三の丸の間の空堀は二重になっている。出丸は、三の丸の端に位置する貴船神社が鎮座した郭と、井戸沢の向かいの尾根上に築かれた水沢郭の二つがあり、三の丸端の郭は馬出様となっている。
前述馬出状の出丸から三の丸二の丸を経る経路が大手道となるが、本丸から直接金谷方面に下りる経路が搦め手にあたり、比高差のあるこちらの経路には空堀を兼ねたクラン坂と呼ばれる切通しが設けられている。

## 考古資料

### 遺構
二の丸及び出丸は開発され旧状を一部失っているが、それ以外の郭は良く残り、土塁および空堀が現存する。また、1564年（永禄7年）の第二次国府台合戦の激戦地となった、クラン坂と呼ばれる本丸・二の丸へ繋がる切通しが残る。